# ファラオの墓
『ファラオの墓』（ファラオのはか）は、竹宮惠子による日本の漫画作品。『少女コミック』（小学館）にて1974年38号より1976年8号まで連載された。古代エジプトを題材としているが、全くの架空戦記である。

## ストーリー
古代エジプト。エステーリア国はウルジナ国に攻め滅ぼされ、王子サリオキスはウルジナの奴隷となった。奴隷の中に多数存在する反乱分子により、サリオキスは指導者「砂漠の鷹」として対ウルジナ勢力を率いる存在とされた。一方ウルジナにおいて暴虐の王として恐れられるスネフェルは、実はサリオキスの妹姫である少女ナイルキアによって閉じた心を癒され、次第に民の心を知る名君として生まれ変わろうとしてゆくが、その矢先ナイルキアは非情な運命に見舞われる。多くの人々の栄枯盛衰の中、サリオキスとスネフェルは神が仕組んだ遊戯の如く、決戦のステージへと歩んでゆくのである。

## 登場人物

### エステーリア
サリオキス
ウルジナに滅ぼされたエステーリアの第二王子。傷を負った後、女官の一人に匿われて連行中、スネフェル王と運命的に出会い、その奴隷にされる。だが、奴隷頭でありながら実はスネフェルへの反乱を目論んでいたムーラ族のイザイに、殺されたと見せかけて闇に連れ去られる。そしてムーラの秘宝「鷹の剣」を抜き放つことでムーラ族の長「砂漠の鷹」と認められ、以後スネフェルとの戦いの先頭に立つ。生まれながらの才気と気品を漂わせる美少年。
彼の唯一の弱みは、今となっては唯一の肉親である妹ナイルキアであり、彼女がスネフェルの手の内にあることが彼の決心を鈍らせる事になる。
ナイルキア
サリオキスの妹姫。エステーリア滅亡後、記憶を失った娘ナイルとしてウルジナの神官メネプに救われるが、エステーリア王家の全滅を聞いて絶望。しかし、スネフェル王の許婚アンケスエンに説得され、彼女の侍女として生きる決心を固めたところを、彼女の正体を知らぬスネフェルと電撃的に出会い、心惹かれあう。
スネフェル王との愛が、王を自棄的な暗君との悪評から救うが、その直後に「砂漠の鷹」の関係者であることをケス宰相たちに調べられ利用される。
ベヌ・ティト
サリオキスの乳兄弟。血気さかんな若者であり、「砂漠の鷹」となったサリオキスの部下となる。一時期スオウ族に身をおいていた。
トキ
奴隷女。奴隷となったサリオキスの世話をする。元々良家の育ちだったらしく、気丈で王家の事情にも通じており、ウルジナの権力に屈せず王子とともに立ち向かうことを息子アリに教える。
アリ
トキの息子。サリオキスを信じ、幼い身で最初の部下となったことを誇る。のちにサリオキスを庇って矢を受け、ケス宰相配下のジクに処刑される。

### ムーラ族
イザイ
ムーラ族の実質的指導者たる巨漢。慧眼で軍師としての才覚も持つ。奴隷頭を装い、サリオキスに試練を与え「砂漠の鷹」と認めるとともに忠実な副官的存在となる。
パビ
イザイの養女ではねっ返りのオレっ娘。サリオキスに恋心を抱くが、のちにアリを見殺しにした彼に怒りをぶつけ、暫くは背を向けていた。
サライ
ムーラ族の戦士。元々肌合いが悪かった上に、彼の戦闘中の失策を淡々と指摘したサリオキスに反発を募らせ、後にサリオキスを陥れようとウルジナに寝返る。

### ウルジナ
スネフェル
ウルジナの若き王。幼い頃より家庭を顧みない父と愛情薄い母への反発から粗略な振る舞いの目立つ暴君に成長。実は「鷹に食われる弱い蛇」だと陰口を叩かれる。だがエステーリアの娘である以外に素性を知らない少女ナイルと愛し合い、彼女への愛ゆえに正道を歩もうと決心を固めるも、その矢先、王を傀儡としておかねば都合の悪いケス宰相らによって彼女との絆を引き裂かれ、絶望の淵に叩き込まれる。
ナイルがサリオキスの妹姫であることを知ったのちは、自らの破滅を望むあまり敢えて悪王として生きる道を選び、「砂漠の鷹」との対決に全身を傾ける。
アンケスエン
スネフェルの従姉妹で許婚。父であるケス宰相の政治的野心により王に付き従わせられるも、スネフェルの暴虐を批判し、王道に立ち戻るよう進言する健気な姫。
父の政敵であるメネプや皇太后らとともにウルジナの腐敗を案じ、「砂漠の鷹」サリオキスとナイルの再会にも力を貸そうとする。密かにサリオキスを愛するようになるが、最後にナイルがよく口ずさんでいた「恋の歌」に想いを託して別れ、その本心を誰にも明かすことなく悲劇的な最期を遂げる。
ケス
ウルジナの宰相。権力に飢えた成り上がりの老獪な策士。実は先王暗殺の下手人であり、スネフェルを利用してのウルジナ、ひいては全エジプト支配を目論む。自惚れが強く様々な謀事にも長けてはいるが、メネプを退けて実権を掌握した彼の暴走によってウルジナは急速な衰退と滅亡へ向かうことになる。
メネプ
ウルジナの神官。穏健派で若き日よりケスと対立している。ナイルを助け養女としたことがきっかけとなり失脚する。
メリエト
スネフェルの母たる皇太后。かつてエステーリア王に嫁ぎ第一王子の実母ともなったが、元々恋仲だったエステーリア王との絆をウルジナ先王に引き裂かれた過去を持つ。
スネフェルをめぐる王国政治の腐敗とかつての夫の国エステーリアの滅亡に絶望、隠棲していたが、偶然巡り会った「砂漠の鷹」とナイルの悲劇を知り、かれらに助力しようとする。しかしながら政治的に孤立していた為、早晩身動きの取れない状況に陥る。
ジク
ケスの部下で暗殺者。「砂漠の鷹」とナイルの関係を探り、密通者と断定。アリを惨殺し、ナイルを破滅させ、スネフェルを自滅の道へ突き落とすなどの数々の凶行に手を汚している。
マリタ
ケスに雇われている女間者。ムーラ人を装ってサリオキスに接近、ナイルキアに似た少女奴隷を使いサリオキスの捕縛を試みる。

### アビドス
アウラ・メサ
王女。嫋やかな身体に似ず武道にも秀で、アビドス軍の総指揮官として「砂漠の鷹」への加勢に踏み切る。罠にかかり、捕らえられたサリオキスのために砂漠を単身横断して母国に彼の危機を伝え、正式なウルジナへの宣戦を父王から布告させる。
「勝利の女神」を名乗って恥じぬほどの軍才と、わずかな邂逅でアンケスエンやスネフェルの心底を感知するほどの鋭い洞察力を持つ。激情の持ち主でもあり、サリオキスを深く愛しながら、その戦いにおいても人後に落ちぬ協力者たらんとする。
アビドス王
計算高く、慎重に国力増強と安泰を図ってきた王。後にサリオキスに対する娘の激情に驚くと同時に運命的な導きを感じ、反ウルジナ勢力に回る。
リセト・ナイド
大臣の息子でアウラの幼馴染。彼女を愛するがゆえに恋敵サリオキスに接近、彼がアウラに相応しいと認める。アビドス本国軍を率いて対ウルジナ戦の趨勢を決定する。

## 単行本
- フラワーコミックス（小学館刊）全8巻
- 竹宮惠子作品集 9（小学館刊）全1巻
- 愛蔵版（角川書店刊）全2巻
- 愛蔵版（中央公論社刊）全2巻
- 文庫版（中央公論社刊）全4巻
- 愛蔵版（小学館刊）全3巻
- 新装版（スクウェア・エニックス刊）全4巻